# ایتالیا ریچی
ایتالیا ریچی (انگلیسی: Italia Ricci؛ زادهٔ ۲۹ اکتبر ۱۹۸۶) هنرپیشه اهل کانادا است. او از سال ۲۰۰۷ میلادی تاکنون مشغول فعالیت بوده‌است.
از فیلم‌ها یا برنامه‌های تلویزیونی‌ای که او در آن‌ها نقش داشته‌است می‌توان به دان جان اشاره کرد.
او در سال ۲۰۱۶ با رابی امل، بازیگر و بازیکن هاکی روی یخ آمریکایی-کانادایی، ازدواج کرد.